# 疳の虫
疳の虫（かんのむし）とは乳児の異常行動を指していう俗称。特に夜泣き、かんしゃく、ひきつけなどを指す。「癇の虫」「勘の虫」などの表記もあるが正しくない。疳とは漢方医学で脾疳（ひかん）のことで乳児の腹部膨満や異常食欲などをいったが、日本では乳児の異常行動は疳の虫によって起きていると信じられ、民間の呪医（まじない師）によって虫切り、虫封じ、疳封じなどの施術が行われた。施術の概要は乳児の手のひらに真言、梵字などを書き、粗塩で手のひらをもみ洗いして、しばらく置いてみると指先から細かい糸状のものが出ているのが見えるといい、これが虫であるとされた。
内服薬としては江戸時代の昔からヘビトンボの幼虫を「孫太郎虫」と呼び、乾燥させて数匹を串に刺し漢方薬としたものがよく効くとして有名であった。特に奥州斎川（宮城県白石市）産のものは特産とされた。
夜泣きやかんしゃくのように西洋では病気とされていないものであっても、日本では古くから治療を要する症状であるとされており、民間宗教者の活動の舞台ともなってきた。現代では主に鍼灸治療が有効であるとされるほか、虫封じの効験あらたかとされる寺社も各地に存在する。